# 卡茨基爾 (紐約州鎮)
卡茨基爾（英語：Catskill）是一個位於美國紐約州格林縣的鎮。

## 人口
根據2020年美國人口普查的數據，卡茨基爾的面積為166.19平方千米，當中陸地面積為156.54平方千米，而水域面積為9.65平方千米。當地共有人口11298人，而人口密度為每平方千米68人。